# HMNB Devonport

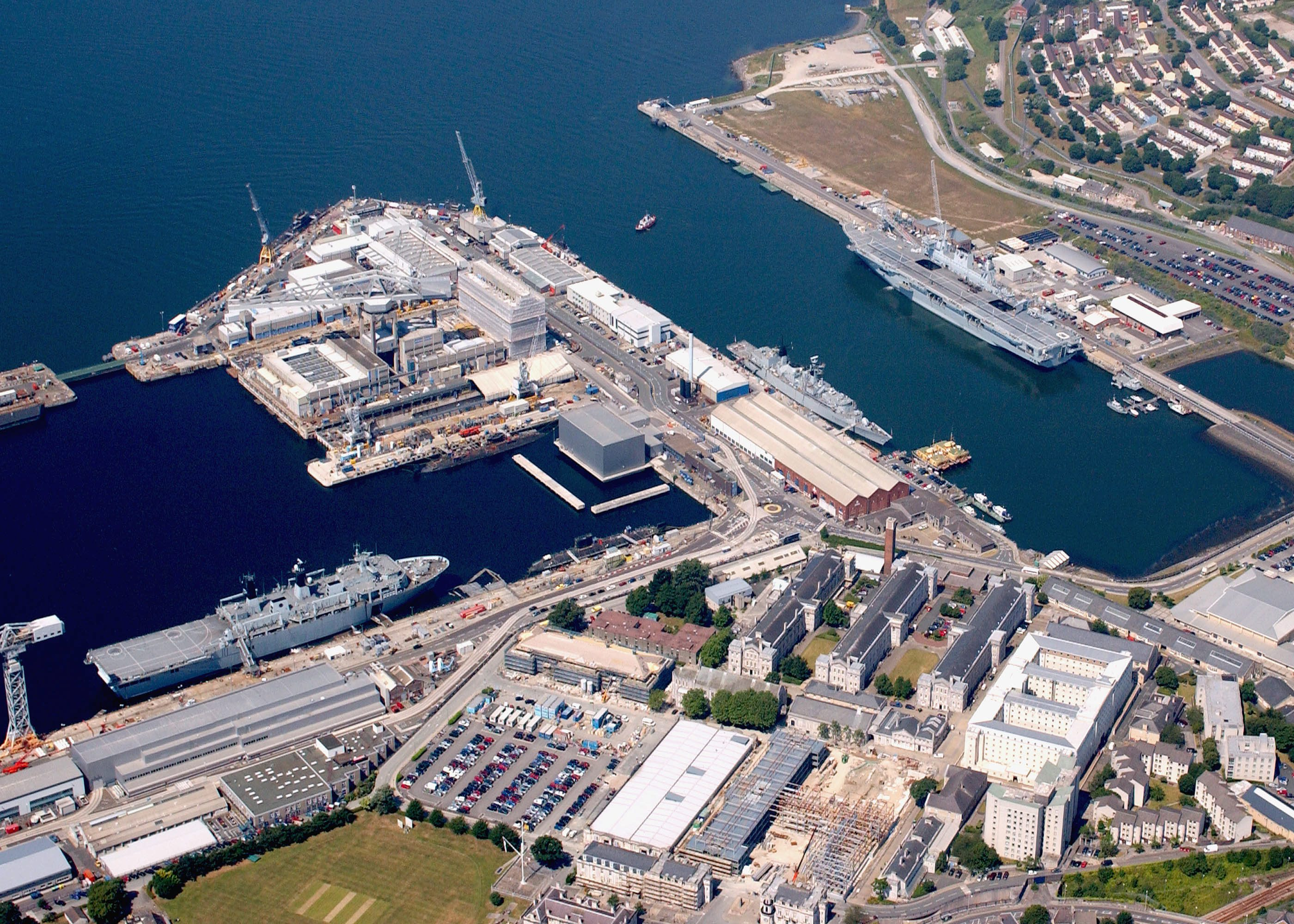
HMNB Devonport w 2005

HMNB Devonport (en Her Majesty's Naval Base) – baza i stocznia Royal Navy położona w hrabstwie Devon, w Devonport - obecnie zachodniej części Plymouth. Obecnie jedna z trzech aktywnych baz brytyjskiej marynarki wojennej.
W 1676 Karol II uznał okolice Plymouth za najlepszą lokalizację dla nowej bazy i stoczni  Royal Navy. Budowa stoczni rozpoczęła się w 1691. Urządzenia i wyposażenie bazy sukcesywnie udoskonalano i modernizowano zgodnie z najnowszymi trendami w dziedzinie budowy i remontów jednostek pływających.
Baza posiada 15 suchych doków, które mogą być wykorzystane do remontów i budowy okrętów. Jednym z najsłynniejszych okrętów zbudowanych w stoczni był ukończony w 1913 pancernik HMS „Warspite”.
Obecnie w bazie stacjonują okręty podwodne typu Trafalgar, fregaty rakietowe typu 22 i 23, duże okręty desantowe i inne, mniejsze jednostki. Baza jako jedyna w Wielkiej Brytanii jest przystosowana do remontów okrętów podwodnych z napędem atomowym.